# Forte Liberdade (arrondissement)
Forte Liberdade (em francês:  Fort-Liberté; em crioulo haitiano:  Fòlibète) é um arrondissement do Haiti, situado no departamento do Nordeste. De acordo com o censo de 2003, Fort-Liberté tem uma população total de 51.550 habitantes.

## Comunas
O arrondissement de Forte Liberdade é composto por 3 comunas.
- - Fort-Liberté
  - Perches
  - Ferrier